# وایت مور (شناگر)

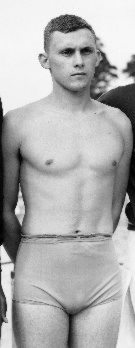
دوران جوانی وایت مور شناگر مشهور آمریکایی

وایت مور (به انگلیسی: Wayne Moore) (زادهٔ ۳۰ نوامبر ۱۹۳۱) شناگر اهل ایالات متحده آمریکا است.